# Dana Bérová
Dana Bérová (* 25. dubna 1967) je česká podnikatelka a investorka. V letech 2005 až 2006 byla druhou českou ministryní informatiky (jako první žena). Není členkou žádné politické strany.

## Rodina
Jejím bývalým manželem je Jan Dobrovský, podnikatel, novinář a filantrop, se kterým má syna Kryštofa. S přítelem, který je o osm let mladší, má syna Davida.[zdroj?]

## Kariéra

### Kariéra do roku 2003
Je absolventkou oboru Automatizované systémy řízení na pražské Vysoké škole ekonomické. V letech 1987 až 1989 studovala mezioborové studium na Fakultě žurnalistiky Univerzity Karlovy. Dříve pracovala jako manažerka, specialistka v mediálních a televizních společnostech a konzultantka. Byla také redaktorkou Československé televize a České televize, ekonomickou ředitelkou Správy majetku Karla Schwarzenberga (v letech 1994–1997), mezi lety 2000–2002 zastávala rovněž funkci programové ředitelky regionální televizní stanice TV 3. Je spolumajitelkou obchodní společnosti Sanu Babu s. r. o., která dováží zboží především z Indie a Nepálu.

### Kariéra po roce 2003
Na ministerstvu informatiky působila od roku 2003 do roku 2006, ministryní se stala 25. dubna 2005, kdy ve funkci nahradila Vladimíra Mlynáře. Předtím jako ředitelka sekce e-Government a náměstkyně ministra informatiky zodpovídala za projekty využívání informačních technologií ve veřejné správě (např. Portál veřejné správy) a za oblast mezinárodní spolupráce především ve vztahu k Evropské unii.[zdroj?]
Po svém odchodu z ministerstva neúspěšně usilovala o post ředitelky České pošty.
V lednu 2007 se stala ředitelkou pro rozvoj obchodu analytické a poradenské firmy Gartner, která se zaměřuje na oblast komunikačních a informačních technologií.[zdroj?]
V letech 2009, 2010 a 2011 vystupovala v pořadu České televize Den D jako jeden z pěti potenciálních investorů, jež se vystupující snaží přesvědčit k investici do jejich podnikatelského záměru.
V roce 2023 byla spolumajitelkou golfového areálu Golf Park Svatý Jan na Slapech a několika dalších obchodních společností.

#### Xixoio
Od dubna 2021 je členkou dozorčí rady společnosti Xixoio.
V prosinci 2023 policie v kauze společnosti Xixoio zahájila stíhání dvou lidí a jedné firmy za podvod se škodu způsobenou klientům ve výši nejméně 353 milionů korun, přičemž policie eviduje 2931 poškozených zákazníků. Obviněným hrozí až 10 let vězení.